# Dasyuris homomorpha
Dasyuris homomorpha là một loài bướm đêm trong họ Geometridae.